# Andy Earl
Andrew Thomas Earl, detto Andy (Christchurch, 12 settembre 1961), è un ex rugbista a 15 e allenatore di rugby a 15 neozelandese, seconda o terza linea, campione del mondo nel 1987 con gli All Blacks.

## Biografia
Proveniente da Christchurch, nella regione di Canterbury, Earl iniziò la sua carriera provinciale nel Wairarapa Bush, nella seconda divisione del campionato nazionale, con cui conquistò nel 1981 la promozione in prima divisione; l'anno successivo si trasferì nella sua provincia d'origine, Canterbury, con la quale si mise in luce a livello nazionale.
Nel 1986 debuttò negli All Blacks proprio a Christchurch in un test match contro la Francia e l'anno seguente fece parte della rosa che prese parte alla Coppa del Mondo di rugby 1987, vincendola.
Fino al 1996 militò con Canterbury, e nel corso della sua carriera di club divenne il primo giocatore neozelandese ad avere affrontato tutte le 27 province rugbistiche del Paese.
Nel 1997 si trasferì in Inghilterra, dove divenne giocatore-allenatore dei Lions, squadra della città di Rugby, e ivi terminando la sua carriera agonistica.
La sua carriera tecnica proseguì per un anno in Portogallo e successivamente di nuovo in Inghilterra al Sudbury e poi in Irlanda al Garryowen dal 2000 al 2002 e, successivamente, al Dungannon, originariamente con un accordo triennale, dal quale tuttavia lo stesso Earl uscì con le dimissioni dopo una sola stagione per divergenze con la federazione dell'Ulster sulla disponibilità di alcuni giocatori-chiave.
Tornato in Nuova Zelanda si è dedicato all'attività di agricoltore e autotrasportatore; sposato, con un figlio nato tramite la fertilizzazione in vitro, nel 2005 effettuò un tour in bicicletta del Paese attraverso tutte le 27 province affrontate da giocatore allo scopo di richiamare l'attenzione dell'opinione pubblica sulle tecniche di fecondazione artificiale.

## Palmarès
- Coppe del mondo: 1
Nuova Zelanda: 1987